# Maubeuge
Maubeuge es una ciudad y comuna francesa situada en el departamento Norte, en la región de Hauts de France.

## Geografía
Maubeuge se sitúa a orillas del río Sambre, 36 km al este de Valenciennes y a unos 9 km de la frontera belga.

## Demografía
| 4 841 | 4 726 | 5 020 | 5 736 | 7 431 | 6 363 | 7 328 | 7 719 | 8 663 | 10 557 | 10 877 | 13 234 | 14 398 | 17 221 | 18 329 | 18 863 | 19 799 | 20 826 | 21 520 | 23 209 | 21 173 | 23 338 | 24 221 | 23 622 | 20 859 | 24 215 | 27 214 | 32 028 | 35 399 | 36 061 | 34 989 | 33 546 | 32 667 |
| Para los censos de 1962 a 1999 la población legal corresponde a la población sin duplicidades (Fuente: INSEE [Consultar]) |       |       |       |       |       |       |       |       |        |        |        |        |        |        |        |        |        |        |        |        |        |        |        |        |        |        |        |        |        |        |        |        |

## Historia
Maubeuge (antiguamente Malbodium, del latín, derivado del nombre en Antiguo Francico Malboden, que significa "Cortes de Boden" porque aparentemente era un lugar de reunión de las asambleas de los Francos) debe su origen a un doble monasterio, para hombres y mujeres, fundado en el siglo VII por Aldegunda, cuyas reliquias están preservadas en la iglesia. Fue saqueada por Luis XI de Francia en 1478 durante la guerra de Sucesión de Borgoña. Perteneció al Condado de Henao, formando parte de los Países Bajos de los Habsburgo desde 1482. Desde el siglo XVI fue parte de los Países Bajos españoles. Tomada por las tropas francesas en (1637-1641 y 1655) y recuperada varias veces por los españoles, finalmente fue asignada a Francia tras la guerra franco-neerlandesa mediante el tratado de Nimega en 1678.
Fue fortificada en 1679 por Vauban por orden de Luis XIV de Francia, bajo la atenta supervisión de Turenne. Asediada en 1793 por el Príncipe Josias de Coburg, fue liberada tras la victoria de Wattignies, la cual es conmemorada por un monumento de la ciudad. Sitiada sin éxito entre el 18 de marzo y el 7 de abril de 1814 durante la guerra de la Sexta Coalición, fue forzada a capitular el 12 de julio de 1815, luego de una vigorosa resistencia, en los Cien Días.

## Economía
Existen importantes fundiciones, forjas y altos hornos, junto con manufacturas de máquinas herramientas y porcelana. Está unido por tranvía eléctrico con Hautmont, también un centro metalúrgico importante.

## Miscelánea
La fortaleza Maubeuge tiene un antiguo recinto con vestigios de bastión que sirve como centro de un importante campo fortificado de 18 millas de perímetro, construido en su mayor parte después de la guerra de 1870, pero luego modernizado y ampliado.
La ciudad tiene una frontera de arbitraje comercial, un college comunal, una escuela comercial e industrial.